# Técnicas de actuación
Las técnicas de actuación modernas surgen de las prácticas de grandes directores de teatro como Konstantin Stanislavski, Jerzy Grotowski, Antonin Artaud, entre otros; a partir de la búsqueda de nuevas formas de representación actoral. Muchas de estas técnicas nacen a partir de teorías  psicoanalíticas.

## Sistema Stanislavski

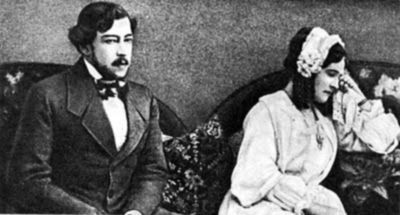
Stanislavski e Olga Knipper en una representación de Un mes en el campo de 1909.

Konstantín Stanislavski (1863-1938) desarrolló un método en el que buscaba formar al actor como artista; un actor que busque la verdad, que sea creador de su personaje. En este sentido, Stanislavski, sugiere la clara definición por parte del actor del objetivo y el súper-objetivo del personaje que se construye, creando el pasado y el futuro del personaje al que se representa basados en el presente que se interpreta. 
Stanislavski, ante el estilo monótono de actuación de la época, propone un actor honesto, que busque en su interior las emociones que representa, que sienta el personaje, que se comprometa con la obra y con el personaje que interpreta.
Stanislavski, en el desarrollo de su método, utilizó la base teórica y práctica de la estética teatral naturalista y el referente de toda la pedagogía teatral del siglo XX. Vale aclarar que en esta época las obras de teatro y los manuales de actores se limitaban a describir vagamente los rasgos externos de como debían estar representados los diferentes estados de ánimo y personalidades de los personajes, como consecuencia se conseguía una actuación mecánica.
Así, Stanislavki propone un sistema a través del cual el actor debe buscar y encontrar las causas internas que originan uno u otro resultado. Él busca la causa interior de la manifestación exterior de los sentimientos. El contenido fundamental de su método consiste en el que el actor sienta al personaje, investigue, construya el antes y el después de la vida del personaje al cual representará; Stanislavski busca que el actor viva la obra, viva el momento como si fuera real, buscando en su archivo emotivo personal de experiencias vividas en su propia vida.

## El modelo de Jerzy Grotowski: El actor santo

### "Los tesoros de la pobreza"
Grotowski sostiene que el actor es "la base del teatro", puesto que es el quien genera el vínculo entre la obra y el espectador. 
Grotowski haciendo una comparación con la pobreza,  sostiene que el actor debe "desnudarse", mostrarse a sí mismo al público; bajo esta ideología el actor es el representante de la riqueza dentro de la obra. Al mismo tiempo, Grotowski plantea la existencia de un teatro rico, que es el que utiliza otros elementos tecnológicos (luces, sonido, etc.) Para representar una obra en contraposición al teatro pobre sin la utilización del conocimiento de técnicas.  Según el método de Grotowski, es el actor el que debe iluminar el escenario; el actor debe  desprenderse  de todo accesorio externo, como maquillaje, vestuario, construyendo el personaje desde su  interior, remplazando por ej. el uso de máscaras por la expresión facial del actor.  

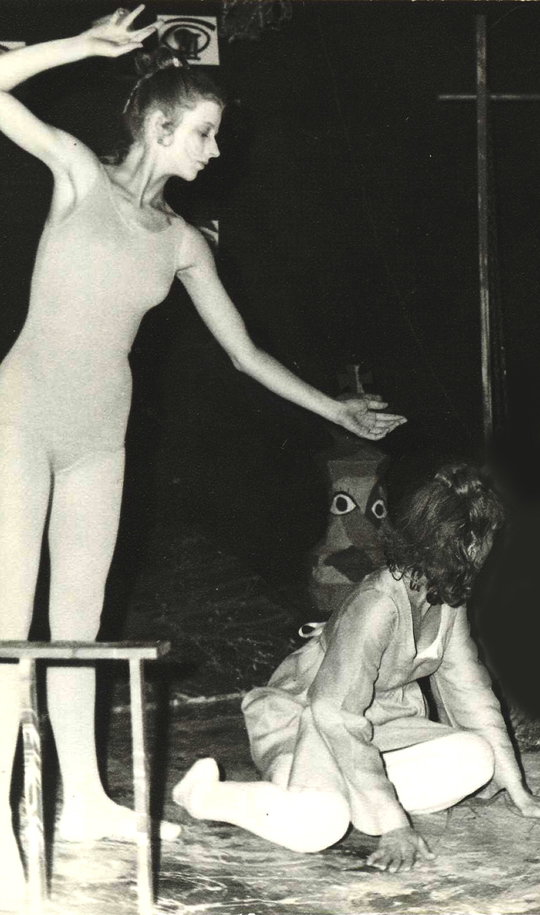
C. Bett Trott e Judith Rowe en una representación de 1973

Grotowski tiene un oposición muy espiritual ante el método de actuación, puesto que él sostiene que esto solo lo puede lograr una persona dispuesta a liberarse y desprenderse del mundo material; su motivación debe ser interna y de amor, manteniendo una posición  agustiniana.

### La santidad secular
La diferencia entre el actor distinguido y el actor santo, es la intención, la conciencia con la que se hacen las cosas. El actor es una persona que se expone a sí misma y a su cuerpo públicamente: si lo hace solo por dinero, este acto se asemeja a la prostitución. 
Según Grotowski, el actor debe ser él mismo en escena, el representar una obra debe ser un acto de entrega. Él divide en la actuación en dos planos de nivel realizativo, por un lado, desde el punto de vista religioso, la representación actoral es una vía de transmutación interior, y  desde lo artístico, es una situación de catarsis, es un acto de autorrealización. 
El arte de la actuación consiste en liberarse de máscaras, con el fin de conocerse a uno mismo. Esto no significa abandonar todo lo material, sino que son justamente esas máscaras las que permiten un camino hacia la dirección contraria, mostrando el mundo interior. Por lo tanto el  teatro para Grotowski es un instrumento de liberación. Es la ficción la que permite mostrar lo que ese comportamiento oculta y enmascara.
Grotowski sostiene que el ser humano posee todas las vivencias en su interior y solo a través de un acto de introspección puede hallarlos. Es un acto de ruptura de las máscaras impuestas por lo social al verdadero ser interior.
En la actualidad este tipo de interpretación teatral se lo denomina "teatro de vanguardia" donde tomando como alma del teatro al actor, sin la necesidad de escenografía, éste interactúa, interviniendo en lugares insólitos como un transporte colectivo, por ejemplo, en la sociedad.

## El modelo de Antonin Artaud: El actor, un atleta del corazón
Antonin Artaud fue influenciado estética e ideológicamente por el dadaísmo, y posteriormente por el surrealismo, creando un método de actuación que procede como crítica a la sociedad aristócrata, a través del culto al yo. 
Artaud se vio altamente influenciado por el teatro Balinés, el cual elimina la palabra trascendiendo la realidad, para poder tomar contacto con el mundo interior. 

### El teatro ritual
Para Artaud el teatro es mágico: se debe lograr que los espectadores se desenmascaren, logrando que tomen contacto con su verdadero yo. 
Artaud  define el teatro como un acto ritual, en el que el espectador a través de una obra experimenta un "tratamiento de choque", con el cual es posible hacer que por lo menos unos instantes el espectador se aleje de sus pensamientos lógicos y racionales para introducirse en el mundo de la liberación y las emociones, recurriendo a las danzas, las máscaras, etc.
Los actores que trabajan con esta técnica de teatro, buscan su propia liberación a través de rituales " chamánicos", en los que interactúan con la tierra, el fuego, el aire; puesto que de esta forma, solo si ellos están liberados, el espectador podrá desconectarse de la realidad.